# Sporazum o stabilizaciji i pridruživanju
██ Članice EU
██ SSP stupio na snagu
Sporazum o stabilizaciji i pridruživanju ili skraćeno SSP (engleski  Stabilisation and Association Agreement; francuski L'accord de stabilisation et d'association) predstavlja novu generaciju sporazuma o pridruženom članstvu za države obuhvaćene Procesom stabilizacije i pridruživanja (Makedonija, Albanija, Crna Gora, Srbija, Bosna i Hercegovina i Kosovo). Države koje su postale članicama EU 1. svibnja 2004. godine i države kandidatkinje za članstvo u Uniji sklopile su s Europskom unijom sporazume o pridruživanju (tzv. Europske sporazume). Glavne razlike između Sporazuma o stabilizaciji i pridruživanju i Europskih sporazuma, načelno gledajući, su u sadržaju evolutivne klauzule te u odredbama o regionalnoj suradnji.
Sklapanjem ovoga Sporazuma državi se u evolutivnoj klauzuli potvrđuje status potencijalnog kandidata za članstvo u Europskoj uniji. To je samo po sebi viši stupanj odnosa nego što su ga u svojim sporazumima o pridruživanju uspostavile nove države članice i druge države kandidatkinje za članstvo u Uniji (Bugarska i Rumunjska). Naime, Europski sporazumi nisu određivali status zemalja u pogledu mogućnosti i procedure ulaska u proces proširenja EU, već se status kandidata za članstvo stjecao naknadno tijekom uspješne provedbe obveza iz pridruženog članstva. U svom političkom dijelu SSP znatno više nego Europski sporazumi naglašava potrebu regionalne suradnje radi stabiliziranja područja jugoistočne Europe. 
Republika Hrvatska potpisala je SSP 29. listopada 2001. godine u Luksemburgu. Nakon potpisivanja Sporazuma započeo je proces ratifikacije u Republici Hrvatskoj, Europskom parlamentu i svim državama članicama Unije. Sporazum je stupio na snagu 1. veljače 2005. godine, a prestao je važiti ulaskom Hrvatske u punopravno članstvo Europske unije 1. srpnja 2013.

## Proces stabilizacije i pridruživanja
U dolnjoj tablici dan je kratak prikaz pojedinih faza u procesu stabilizacije i pridruživanja za pojedine države.
(zagrade): predviđeni, odnosno najraniji mogući datum
 1  S Crnom Gorom su pregovori započeli u studenom 2005. dok je još bila u uniji sa Srbijom.
Mandat za direktne pregovore s Crnom Gorom je usvojen u srpnju 2006., a direktni pregovori su otpočeli 26. rujna 2006.
 2  Sa Srbijom su pregovori započeli u studenom 2005. dok je još bila u uniji s Crnom Gorom.
Pregovori su nastavljeni s modificiranim mandatom usvojenim u srpnju 2006.
 3  Europska komisija je Studijom o izvedivosti od 10. listopada 2012. preporučila početak pregovora s Kosovom bez obzira na to što nisu sve članice EU priznale neovisnost Kosova.

Kosovo je prva država čiji se sporazum nije ratificirao u svakoj pojedinoj članici EU.

## Vanjske poveznice
- Sporazum o stabilizaciji i pridruživanju između Republike Hrvatske i Europskih zajednica i njihovih država članica